# Спорт в Республике Корея
В Южной Корее есть некоторые традиционные для неё виды спорта, однако виды спорта из западных стран развиты более серьёзно. Наиболее популярные виды спорта — альпинизм, футбол, бейсбол, баскетбол, плавание, лёгкая атлетика, бокс и компьютерный спорт

## Традиционные виды спорта
В Корее до сих пор практикуются различные формы народных танцев, многие из которых можно отнести к спортивным соревнованиям.
В Восточной Азии популярен кайтинг. Змеи запускаются в первые дни Лунного Нового года и на Чусок. В отличие от Таиланда, в Корее нет специальной спортивной лиги по кайтингу. Традиционные корейские воздушные змеи делаются из бамбуковых палок и специальной корейской бумаги.
Бой быков (чхондо со ссаым) — древняя народная забава корейцев. Быки бодаются и толкают друг друга. Отступивший бык считается проигравшим.
Корейская борьба (ссирым) похожа на японскую борьбу сумо. Корейская борьба проводится на песчаной площадке, борец, опрокинувший своего оппонента, получает очко.

## Виды спорта родом из Кореи
Тхэквондо, популярное единоборство, имеет корейские корни. Тхэквондо означает техника ударов руками и ногами, хотя большее внимание уделяется ногам. Несмотря на то, что искусству тхэквондо много столетий — оно берёт начало в I веке до нашей эры — популярным оно стало только после Второй мировой войны. Тхэквондо сейчас является единоборством, которому обучают военнослужащих, а в 1961 году был выпущен единый свод правил.
Тхэккён — традиционное единоборство, появившееся в Корее во время периода Когурё в IV веке. В нём используются удары открытой ладонью и ступнями ног, удары кулаками запрещены. Движения более плавные, чем в тхэквондо.
Хапкидо — ещё один вид единоборств Кореи. Появилось во время периода Трёх королевств, в современном виде похоже на японское айкидо.

## Популярные виды спорта
Популярный по всей Азии, бадминтон также любим корейцами. Корейские игроки являются одними из сильнейших в мире по этому виду спорта. .
Бейсбол в Корее занимает одну из лидирующих позиций среди всех видов спорта. Существует профессиональная лига бейсболистов. Бейсбол, как и баскетбол был занесён в Корею американцами.
Боулинг очень популярен в Южной Корее, существует множество лиг и соревнований по боулингу.
Рыбалка и походы — привычные для большинства корейцев виды времяпровождения. Рыбалка популярна как на реках, так и в океане. Существуют специализированных рыбацкие туры. Походы в горы совершают почти все корейцы, и каждые выходные популярные места отдыха наполнены любителями активного отдыха.
Гольф также один из любимых корейцами видов спорта, ставший чем-то вроде признака высокого статуса. Членство в гольф-клубе в Южной Корее значительно дешевле, чем в Японии или США, вследствие чего он более распространён среди среднего класса. На профессиональном уровне южнокорейские спортсмены, и, особенно, спортсменки добивались хороших результатов в международных соревнованиях. Самый известный игрок в гольф в Южной Корее — Пак Се Ри.
Дайвинг очень популярен на острове Чеджудо.
В Южной Корее большое количество горнолыжных курортов, где весьма популярны сноубординг и горные лыжи.
Футбол стал одним из самых популярных видов спорта, после того как в 2002 году сборная Южной Кореи по футболу заняла 4 место на чемпионате мира.
StarCraft и StarCraft 2 являются, на данный момент, самыми популярными киберспортивными играми в Корее.

## Главные спортивные события

### Олимпийские игры
В 1988 году в Сеуле были проведены Летние Олимпийские игры, в которых приняло участие более 5 000 спортсменов.
В 2018 году в Пхёнчхане были проведены Зимние Олимпийские игры.

### Чемпионат мира по футболу
В 2002 году Корея наряду с Японией приняла чемпионат мира по футболу.

### Универсиада
В 2015 году в Кванджу была проведена всемирная летняя Универсиада.

### Чемпионат мира по лёгкой атлетике
В 2011 году в Тэгу был проведён Чемпионат мира по лёгкой атлетике.

### Чемпионат мира по Биатлону
В 2009 году в Пхёнчхане был проведён чемпионат мира по биатлону.

### Чемпионат мира по водным видам спорта
В 2019 году в Кванджу был проведён чемпионат мира по водным видам спорта.